# پابلو چاواریا
پابلو چاواریا (انگلیسی: Pablo Chavarría؛ زادهٔ ۲ ژانویهٔ ۱۹۸۸) بازیکن فوتبال اهل آرژانتین است که برای باشگاه اسپانیایی مالاگا در پست مهاجم بازی می‌کند.